# Sil·lepsi
La sil·lepsi és un recurs literari consistent en agafar un mot alhora en el seu sentit literal o denotatiu i en sentit figurat. Va ser emprat majoritàriament a la literatura del neoclassicisme francès. Aquest doble sentit pot sorgir de la connotació metafòrica o d'un canvi de registre que suposa al mateix temps un canvi de significat. Un exemple seria "el camí de la nostra vida ens ha dut fins aquí" al·ludint a una via autèntica i a l'experiència vital.